# 1295

## Esdeveniments
- Marco Polo torna a casa després dels seus viatges per Orient
- Jaume II d'Aragó es casa amb Blanca de Nàpols.
- Construcció de la primera església cristiana a Pequín.[1]
- 12 de juny - Bonifaci VIII declara el Jaume II d'Aragó, rei de Sardenya i de Còrsega.
- 24 de juny: Es signa a Anagni, al Laci, un conveni de pau entre el papa Bonifaci VIII i els ambaixadors de la Corona d'Aragó, França i Nàpols sobre les respectives influències a la Mediterrània central.[2]

## Naixements
Països Catalans
Resta del món
- Clermont: Carles I de Navarra i IV de França, rei de França i de Navarra

## Necrològiques
Països Catalans
Resta del món
- 1 d'agost (Roma): Cardenal Simó de Limburg, príncep-bisbe de Lieja destituït (als 18 anys)